# كيلومتر صفر (فلم)
الكيلومتر صفر (بالكردية السورانية: کیلۆمەتری سفر) هو فيلم عام 2005 من تأليف وإنتاج وإخراج المخرج الكردي هونر سليم. وهو أول فيلم عراقي يتم اختياره لمهرجان كان السينمائي.

## حبكة
تبدأ القصة برحلة برية تجري في كردستان العراق أثناء الحرب العراقية الإيرانية عام 1988. المذيع الإذاعي يصف الأحداث التي تحدث.
ثم ينتقل المشهد إلى قرية كردية قبل أسابيع قليلة من الهجوم الكيميائي على حلبجة حيث أُجبر آكو، وهو شاب كردي، على الانضمام إلى الجيش العراقي، بينما كان يحلم بالهروب من البلاد. ويتبع ذلك بعض المشاهد الدرامية، بعضها عبارة عن ذكريات من الوطن. يتم إرسال أكو إلى الخطوط الأمامية مع عدد قليل من الرفاق الأكراد ويتعرض للإساءة من قبل الجنود العراقيين الآخرين، بسبب خلفيته الكردية.
هناك مشاهد أخرى تصور الإساءة أيضًا. في إحدى الحالات، تعرض رجل للضرب بسبب رفضه الركض مع الآخرين. وفي صورة أخرى، تظهر فرقة إعدام تنفذ حكم الإعدام في مجموعة من المتمردين الأكراد الذين تم القبض عليهم.
عندما يتم تكليف أكو بمهمة مرافقة نعش جندي عراقي ميت إلى عائلته، تظهر فرصة غير متوقعة للهروب. يتبين أن سائقه عربي وله مشاعر قوية ضد الأكراد. يتم منحهم سيارة صغيرة تحمل نعشًا ملفوفًا بالعلم العراقي، مربوطًا في الأعلى. ينطلق الاثنان في رحلة طويلة عبر المناظر الطبيعية العراقية، ويواجهان بعض الأحداث على طول الطريق. وفي إحدى اللقطات، واجهتهم امرأة عراقية تصرخ وهي مقتنعة بأن الجندي القتيل هو زوجها. وفي صورة أخرى، يجلس الرجلان معًا أثناء استراحتهما، ويرفض السائق السماح لأكو بالنظر إلى صورة زوجته.
ومع استمرار الرحلة، يبذل آكو قصارى جهده لخداع السائق ليتجه نحو كردستان. وفي نهاية المطاف يجد قريته، وقد أصبحت الآن مدمرة ومهجورة. ولكنه يجد زوجته، لكن لقاءهما ينقطع بسبب قصف عراقي.
تتحول الأحداث إلى أكو وزوجته في عام 2003. ويتحدثون عن مقدار ما خسروه خلال الحرب، ويسمعون الأخبار التي تفيد بأن بغداد سقطت في أيدي قوات التحالف. إنهم في غاية السعادة ويحتفلون بحريتهم الجديدة.

## الطاقم
- نظمي كيريك
- أيام أكرم
- بيلشيم بيلجين
- أحمد قلاديزيني
- نزار سلامي

## روابط خارجية
- هونر سليم يقدم عرض الكيلومتر صفر في ستوكهولم - كاميرا / ريديغرينغ : جورجين باكيرسيوغلو (يوتيوب)
- Kilomètre zéro  في قاعدة بيانات الأفلام على الإنترنت (بالإنجليزية)